# Eliporto di Gordola
L'eliporto di Gordola è un piccolo eliporto svizzero che si trova presso l'aeroporto di Locarno (ICAO: LSZL) nel piano di Magadino nel comune di Gordola in Canton Ticino.

L'eliporto è gestito dalla Swiss Helicopter AG che gestisce tutti gli eliporti in Svizzera e Liechtenstein.